# الزو کوئلیو
الزو کوئلیو با نام کامل (به پرتغالی: Elzo Aloísio Coelho) هافبک اهل کشور برزیل است که در شهر Machado, Minas Gerais آن کشور و در تاریخ ۲۲ ژانویهٔ ۱۹۶۱ به دنیا آمده‌است.
الزو کوئلیو در تیم‌های فوتبال Ginásio Pinhalense سابقهٔ حضور دارد.